# ويليام دونكان سترونج
ويليام دونكان سترونج (بالإنجليزية: William Duncan Strong)‏ هو عالم آثار أمريكي، ولد في 30 يناير 1899 في بورتلاند في الولايات المتحدة، وتوفي في 29 يناير 1962 في نيويورك في الولايات المتحدة.

## وصلات خارجية
- ويليام دونكان سترونج على موقع الموسوعة البريطانية (الإنجليزية)